# FIFA 15
FIFA 15 — двадцать вторая футбольная игра из серии игр FIFA. Была анонсирована на выставке E3 2014 в ночь с 9 на 10 июня 2014 года, вышла в конце сентября 2014 года. На Xbox One, PlayStation 4 и ПК с Microsoft Windows FIFA 15 работает на движке Ignite, старый движок Impact Engine используется в версии игры для платформ PlayStation 3 и Xbox 360.

## Нововведения игры

### Геймплей
В игре было улучшено поведение мяча и его физика. Были добавлены полностью анимированные трибуны, реалистичное реагирование сетки и угловых флажков на попадание мяча. В FIFA 15 появились реалистичные эмоции футболистов и их реакция на происходящие по ходу матча. Теперь появилась возможность полностью контролировать исполнение стандартных положений: при вбрасываниях, подаче угловых и исполнении штрафных ударов игроки смогут сами расставлять своих игроков без мяча в выгодные позиции. В игру добавили систему автоматической фиксации голов, после спорных моментов, когда мяч проходит в сантиметрах от линии ворот, на экране будут появляться замедленные повторы, которые чётко показывают пересёк ли мяч линию. На выставке «Gamescom», компания Electronic Arts объявила, что они разработали систему «Вратари нового поколения» (Next Gen Goalkeepers), теперь вратари выглядят, двигаются и думают, как их реальные прототипы, была разработана новая система интеллекта, благодаря которой вратари лучше прогнозируют удары и читают передачи, также была проработана новая анимация прыжков. Появилась возможность сделать жест вратарём чтобы всей командой игроки бежали в сторону ворот соперника.

### Ultimate Team
В режиме FIFA Ultimate Team появилась возможность брать игроков в аренду (Loan Players) в каталоге EA SPORTS Football Club, и сыграть с ними определённое количество игр, кроме того, появилась новая система планирования составов (Concept Squads), которая открывает доступ ко всем игрокам, какие только есть в FIFA Ultimate Team, что даст возможность просмотреть командные взаимодействия, смоделировать расстановку игроков или определить свою следующую покупку на трансферном рынке. Ещё одним дополнением в режиме Ultimate Team стала возможность провести дружеские сезоны (Friendly Seasons), в которых можно соревноваться с друзьями в формате сезона из пяти матчей.
В Football Legends, который является эксклюзивным контентом для Xbox One, появились 14 новых легендарных футболистов прошлого, которые пополнят собой прошлогодний список из 41 футболиста.

### Режим карьеры
В режиме карьеры появилась новая система управления командой (Team Management), которая даёт фанатам возможность заранее подобрать до шести разных составов и расстановок, выбрать тактику и распределить роли в команде в зависимости от следующей команды-соперника. Тактика команд доступна в режимах карьеры (Career Mode), матча дня вне сети (Match Day (Kick-Off)), товарищеских матчей в сети (Online Friendlies) и чемпионата (Tournaments). Также появилась возможность подготовить до пяти атакующих и защитных игровых инструкций (Instructions) для каждого из 10 полевых игроков
В режиме карьеры FIFA 15 футболисты старшего возраста не будут заканчивать карьеру слишком рано, у игроков с большим потенциалом, мастерство будет расти быстрее, чем у других, если дать им возможность проявить себя. Теперь скауты в глобальной сети трансферов будут автоматически распознавать слабые места вашего состава и предлагать футболистов, которые могли бы улучшить ситуацию.

### Остальные режимы
В FIFA 15 вернулся режим турнира (Tournament Mode). В режиме Pro Clubs появилась новая пошаговая система, которая при следующем поиске игры автоматически подбирает игроков, которые были в одной команде на момент окончания предыдущего матча, сохраняя позиции, расстановки и капитанов, ожидающие в лобби матча (Match Lobby) игроки, будут группироваться так, чтобы им легче было объединиться с прежними товарищами по команде, при этом, во время ожидания можно следить за прогрессом своего клуба, просматривая информацию о счёте и игровые новости. В режиме тренировки навыков (Skill Games) появились 26 новых заданий для отработки базовой техники — ведения мяча, ударов, передач, защиты ворот. В режиме онлайн сезонов (Online Seasons) появилась функция гостевой игры (Guest Play) для состязаний с друзьями.

## Команды
В FIFA 15 полностью лицензирована итальянская Серия A, чемпионат Бразилии отсутствует, так как у бразильских клубов поменялись правила, по которым предоставляются лицензии, компании EA удалось договориться лишь о присутствии в FIFA 15 сборной Бразилии и бразильских звёзд, играющих в зарубежных командах. Помимо этого, в игру, спустя несколько лет, вернулась Турецкая футбольная Супер-лига, содержащая все 18 клубов чемпионата, команды полностью лицензированы, включая эмблемы, формы и составы.
Также стоит отметить, что более 200 игроков английской Премьер-лиги получили новые отсканированные при помощи 3D-технологии лица.

### Национальные сборные
Всего в FIFA 15 присутствует 47 национальных сборных, из них 24 полностью лицензированные, ещё 23 сборные частично лицензированные — у них реальные составы и игроки, но нелицензированные формы и эмблемы.

## Стадионы
В FIFA 15 присутствуют все 20 стадионов английской Премьер-лиги и другие популярные стадионы. Также представлены арены по эксклюзивным лицензиям.

## Саундтрек
В саундтрек игры вошли следующие композиции:
- Avicii — «The Nights»
- A-Trak — «Push»
- Bang La Decks — «Utopia»
- Broods — «L. A. F.»
- Catfish and the Bottlemen — «Cocoon»
- ChocQuibTown — «Uh La La»
- Death From Above 1979 — «Crystal Ball»
- Dirty South — «Tunnel Vision»
- Elliphant — «All or Nothing»
- Elliphant — «Purple Light»
- Emicida feat. Rael — «Levanta e Anda»
- FMLYBND — «Come Alive»
- Foster the People — «Are You What You Want To Be?»
- Jacob Banks — «Move With You»
- Joywave — «Tongues»
- Jungle — «Busy Earnin'»
- Kasabian — «Stevie»
- Kinski Gallo — «Cumbia del Corazon»
- Kwabs — «Walk»
- Lowell — «Palm Trees»
- Madden Brothers — «We Are Done»
- Madeon — «Imperium»
- Magic Man — «Tonight»
- Milky Chance — «Down by the River»
- MPB4 — «Agiboré (Marky’s Ye-Mele Refix)»
- Nico & Vinz — «When The Day Comes»
- Polock — «Everlasting»
- Prides — «Out Of The Blue»
- Rudimental feat. Alex Clare — «Give You Up»
- Saint Motel — «My Type»
- Saint Raymond — «Wild Heart»
- Sante Les Amis — «Brasil»
- Slaptop — «Sunrise»
- Teddybears — «Sunshine»
- Tensnake — «Pressure»
- The Griswolds — «16 Years»
- The Kooks — «Around Town»
- The Mountains — «The Valleys»
- The Ting Tings — «Super Critical»
- Tune-Yards — «Water Fountain»
- Vance Joy — «Mess Is Mine»

## Отзывы
| Сводный рейтинг       | Сводный рейтинг                           |
| Агрегатор             | Оценка                                    |
| --------------------- | ----------------------------------------- |
| GameRankings          | (PS4) 82,36 % (XONE) 80,33 % (PC) 64,00 % |
| Metacritic            | (PS4) 82/100 (XONE) 84/100 (PC) 76/100    |
| Иноязычные издания    |                                           |
| Издание               | Оценка                                    |
| Eurogamer             | 7/10                                      |
| Game Informer         | 9,25/10                                   |
| GameSpot              | 8/10                                      |
| GamesRadar+           | [ 30 ]                                    |
| IGN                   | 8,3/10                                    |
| OXM                   | 8/10                                      |
| PC Gamer (US)         | 78/100                                    |
| Hardcore Gamer        | 4/5                                       |
| Русскоязычные издания |                                           |
| Издание               | Оценка                                    |
| PlayGround.ru         | 7,8/10                                    |